# Xã Wilmot, Quận Ashley, Arkansas
Xã Wilmot (tiếng Anh: Wilmot Township) là một xã thuộc quận Ashley, tiểu bang Arkansas, Hoa Kỳ. Năm 2010, dân số của xã này là 671 người.